# Balacra distincta
Balacra distincta là một loài bướm đêm thuộc phân họ Arctiinae, họ Erebidae.